# Rémi Brosset
Pour les articles homonymes, voir Brosset.
Pas d'image ? Cliquez ici

a Compétitions nationales et continentales officielles uniquement.

Dernière mise à jour le 25 septembre 2023.
Rémi Brosset, né le 12 février 2000, est un joueur français de rugby à XV. Il évolue au poste d'arrière au Soyaux Angoulême XV Charente.

## Biographie
Rémi Brosset débute le rugby au sein de l'Avenir jurançonnais. En 2011, il rejoint le SU Agen, puis s'engage en 2020 au Biarritz olympique avec lequel il dispute son premier match de Pro D2 à Nevers le 3 décembre 2020.